# Stenbræk-ordenen
Stenbræk-ordenen (Saxifragales) er kendetegnet ved, at alle arter indeholder ellaginsyre, myricetin og flavonoler. Bladenes tænder har hver en kirtel. Blomsternes overside er flad-konkav. Frugterne er oftest tørre. Ordenen regnes for at være omkring 100 millioner år gammel, og den gennemlevede en hastig forøgelse af artsdiversiteten for omkring 90 millioner år siden (sen kridttid). Der er i dag 16 familier, 112 slægter og 2470 arter i denne orden.
| Familier |

- Altingiaceae (her findes bl.a. Ambratræ (Liquidambar styraciflua).)
- Aphanopetalaceae
- Cynomoriaceae
- Daphniphyllaceae
- Drueved-familien (Iteaceae)
- Haloragaceae
- Hjertetræ-familien (Cercidiphyllaceae)
- Pæon-familien (Paeoniaceae)
- Penthoraceae
- Peridiscaceae
- Pterostemonaceae
- Ribs-familien (Grossulariaceae)
- Stenbræk-familien (Saxifragaceae)
- Stenurt-familien (Crassulaceae)
- Tetracarpaeaceae
- Troldnød-familien (Hamemelidaceae)
- Tetracarpaeaceae

I det gamle Cronquists system, var disse familier delt over ordenerne Rosales, Hamamelidales og Haloragales.

## Fodnoter
1. ↑  APG: Saxifragales (engelsk)